# Eicklingen
Eicklingen est une commune de l'arrondissement de Celle (Land de Basse-Saxe, Allemagne).

## Géographie
Eicklingen est séparé de Wathlingen par le Fuhse.
Il comprend les quartiers de Klein Eicklingen, Groß Eicklingen, Sandlingen, Schepelse, Neu-Schepelse et Paulmannshavekost. Klein Eicklingen et Groß Eicklingen sont des quartiers historiques. Si Groß Eicklingen est toujours dominé par l'agriculture, Klein Eicklingen est caractérisé par le développement résidentiel et une zone industrielle sur la B214.
|            | Wienhausen |            |
| Nienhagen  | Eicklingen | Langlingen |
| Wathlingen |            | Bröckel    |

Les grandes villes les plus proches sont Celle (15 km), Burgdorf (20 km), Peine (30 km), Gifhorn (30 km), Brunswick (45 km) et Hanovre (45 km).

## Histoire
Eicklingen doit son nom au chêne que l'on retrouve souvent en forêt (Eichen veut dire chêne en allemand).
Eicklingen est la fusion en 1968 des villages de Groß Eicklingen, Klein Eicklingen et Sandlingen et des quartiers d'habitation de Paulmannshavekost et Schepelse. Cette fusion s'est faite en même temps que la nomination des rues, la création de nouvelles rues et de nouveaux quartiers résidentiels.

### Groß Eicklingen
La première mention écrite de Groß Eicklingen date de 1350 sous le nom d'Ekelege puis Ekelinghen en 1438 (319 habitants). L'ancienne mairie et son clocher existent toujours. En outre, le tribunal est toujours en prison à partir de la période prussienne.

### Klein Eicklingen
Sa première mention date aussi de 1350. Mais son éloignement de Groß Eicklingen et son agrandissement lui ont permis une indépendance.

### Sandlingen
Sandlingen regroupait Sandlingen, Schepelse et Paulmannshavekost.

### La chapelle Saint-Luc
On ne sait pas vraiment s'il a existé. Certains historiens locaux l'affirment. Elle aurait été détruite en 1531. Deux sites potentiels ont été localisés durant des recherches dans les années 1970 : l'un près du lieu-dit de Wense, l'autre de Wathlingen et de la B214.

## Source, notes et références
1. ↑  Ausführlich: Blazek, Matthias, Suche nach der Kapelle St. Lucä in Eicklingen / Zwei mögliche Standorte kommen in Frage – Gebäude wurde laut Heimatforscher Wilhelm Bettinghaus im Jahre 1531 abgerissen, Sachsenspiegel 7, Cellesche Zeitung vom 17. Februar 2007.

- (de) Cet article est partiellement ou en totalité issu de l’article de Wikipédia en allemand intitulé « Eicklingen » (voir la liste des auteurs).